# Hound Dog
A Hound Dog egy tizenkét ütemű (twelve-bar blues) blues, amelyet Jerry Leiber és Mike Stoller írt. Elsőként Big Mama Thornton mutatta be 1952. augusztus 13-án Los Angeles-ben, és a Peacock Records adta ki.
A Hound Dog lemezéből több mint félmillió példányt adtak el, és 14 hétig volt a R&B listákon, hét hétig az első helyen. A dalból  későbbiekben több mint 250 feldolgozás készült. A dal szerepel a Rock and Roll Hall of Fame ötszázas listáján.
1956-ban jelent meg Elvis Presley Hound Dog lemeze, amit később a Rolling Stone magazin besorolta minden idők 500 legjobb dala közé.

## Híres felvételek
- Big Mama Thornton
- Elvis Presley
- Esther Phillips
- Jack Turner and His Granger County Gang
- Billy Starr
- Betsy Gay
- Tommy Duncan and the Miller Bros.
- The Cozy Cole All Stars
- Koko Taylor
- James Booker
- Albert King
- Carl Perkins
- Jimi Hendrix
- Tom Jones
- The Dirty Blues Band (1967)
- James Booker (1982)
- Susan Tedeschi (1995)
- Etta James (2000)
- Robert Palmer (2003)
- Macy Gray (2004)
- Katie Steffens
- Dani Wilde